# Бой 22 сентября 1914 года
Бой 22 сентября 1914 года (потопление крейсеров «Абукир», «Хог» и «Кресси») — одна из первых в истории и одновременно одна из самых успешных атак подводной лодки, пришедшаяся на начальный период Первой мировой войны. Бой заключался в последовательном потоплении в течение часа трёх британских броненосных крейсеров «Абукир», «Хог» и «Кресси» одной немецкой подводной лодкой U-9 в Северном море. Совокупные потери экипажей потопленных крейсеров составили 1459 человек.
Столь быстрая гибель трёх крупных кораблей показала, что подводная лодка является чрезвычайно грозным морским оружием, хотя до этого случая многие военно-морские специалисты скептически относились к боевым возможностям подлодок. Бой выявил также серьёзные организационные просчёты в руководстве британским флотом и крупные недостатки в подходах британского Адмиралтейства к войне на море. Данный инцидент оказал серьёзное воздействие на развитие военно-морской тактики.

## Предыстория
В первые месяцы войны командование Королевского флота активно использовало для несения дозорной службы в Северном море старые броненосные крейсера. Это было во многом вынужденной мерой, вызванной нехваткой у англичан лёгких крейсеров новых типов, хотя Адмиралтейство осознавало уязвимость морально устаревших броненосных крейсеров в случае встречи с германским флотом. Кроме того, броненосные крейсера обладали хорошей мореходностью и могли находиться в дозоре в любую погоду в отличие, например, от эсминцев.
Из броненосных крейсеров типа «Кресси» было составлено специальное соединение, предназначенное для дозорной службы, получившее название «крейсерский отряд С» (англ. Cruiser Force C). Британские офицеры, не испытывавшие иллюзий относительно возможной судьбы этих кораблей при встрече с более современными кораблями, дали отряду прозвище «эскадра-живец» (англ. live bait squadron). Показательно, что сам У. Черчилль, в то время депутат Палаты общин, протестовал против посылки броненосных крейсеров в дозор без серьёзного охранения.

## Расстановка сил перед боем

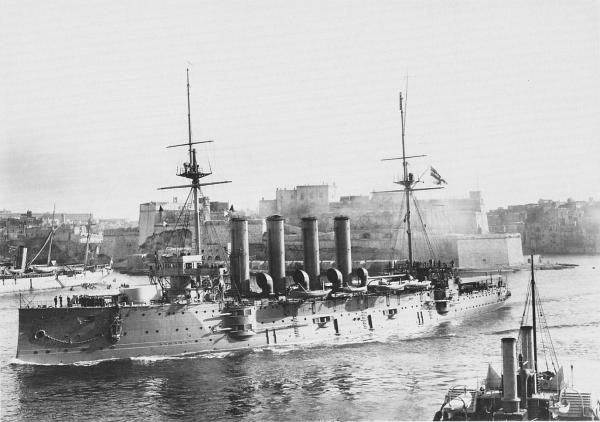
Крейсер «Абукир»

Начиная с 17 сентября старые броненосные крейсера «Абукир», «Хог» и «Кресси» несли дозор между британскими минными полями, выставленными перед устьем Темзы, и голландским берегом и шли 10-узловым ходом, держа между собой дистанцию в 2 мили. Корабли следовали строем фронта, не применяя противолодочный зигзаг, не имея охранения из эсминцев, которые ещё за день до этого были вынуждены возвратиться в базу из-за плохой погоды. Старшим по соединению был командир «Абукира» капитан первого ранга (кэптен) Дж. Драммонд. Четвёртый однотипный крейсер, «Юриалус», ушёл в базу из-за перерасхода топочного угля и неполадок с антенной радиосвязи.
Немецкая подводная лодка U-9 под командованием капитан-лейтенанта О. Веддигена вышла в боевой поход 20 сентября. Несмотря на сравнительно небольшой срок нахождения в строю, это была уже морально устаревшая лодка — сравнительно слабо вооружённый корабль, водоизмещением около 500 т, с экипажем 28 чел. и 4 торпедными аппаратами калибра 450 мм.

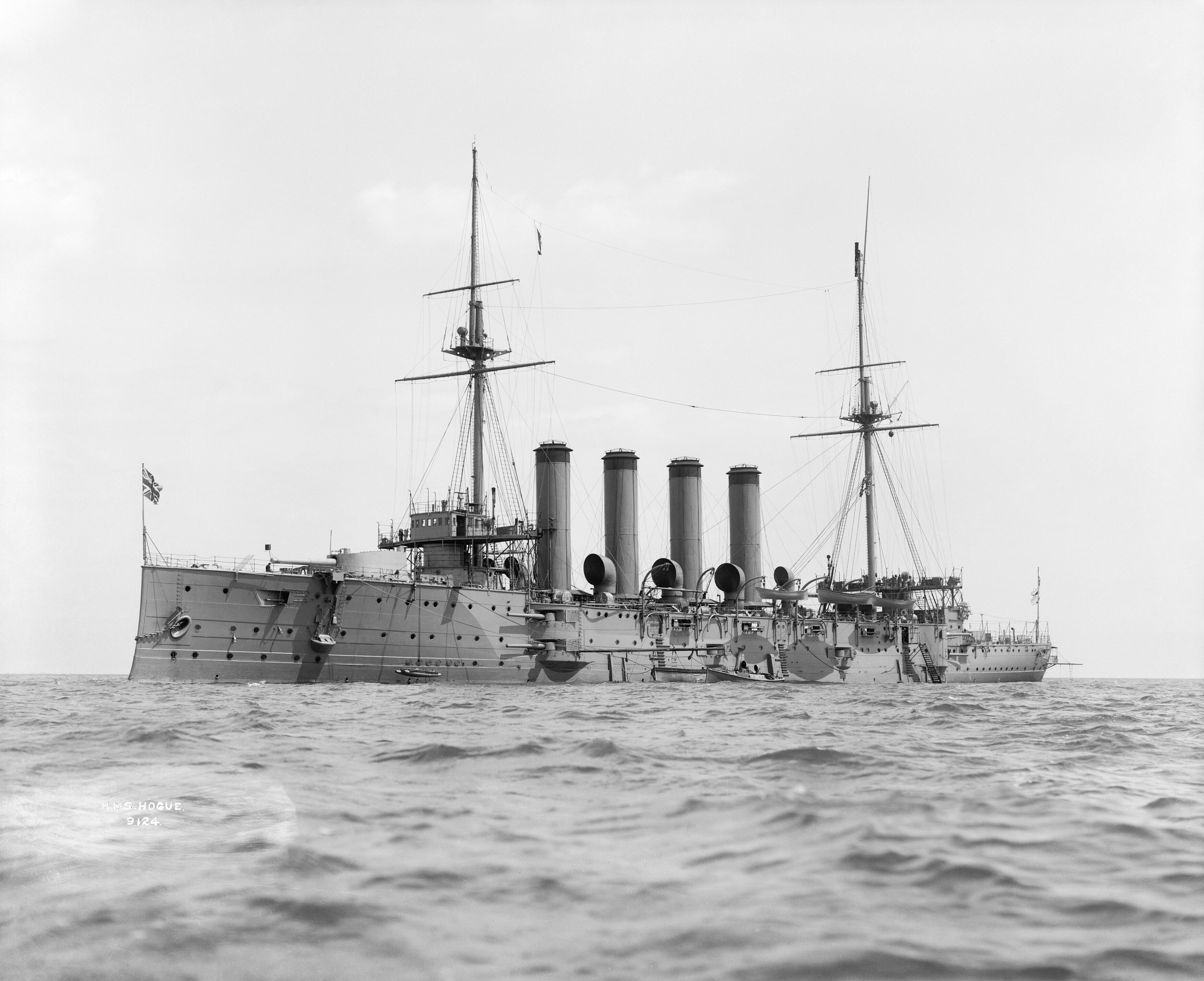
Крейсер «Хог»

Веддиген вспоминал, что в начале похода видел несколько английских транспортов, но не атаковал их, чтобы не демаскироваться, зная, что в районе его патрулирования были замечены крупные боевые корабли. Несколько раз мимо лодки проходили британские миноносцы, но лодка осталась не обнаруженной. Наконец, в 06.10 на U-9 заметили крейсера «отряда С». В это время лодка находилась в 18 милях (33,3 км) к северо-северо-востоку от Хук-ван-Холланд (побережье Нидерландов). Английское соединение шло 10-узловым ходом, двигаясь курсом на северо-северо-восток, не используя противолодочный зигзаг. Вероятно, командиры крейсеров пренебрежительно отнеслись к противолодочной обороне, поскольку уже давно в районе их нахождения не было замечено немецких ПЛ. Более того, крейсера шли медленнее, чем им было рекомендовано (при патрулировании, согласно инструкциям, ход должен был быть 12—13 узлов).
Германский командир заметил британские корабли на дистанции, когда, как он сам утверждал в отчёте по итогам боя, уже можно было атаковать их торпедами. Однако он решил действовать наверняка, поэтому отдал приказ на погружение и направил лодку так, чтобы подойти возможно ближе к середине британского строя. По его словам, позиция лодки чрезвычайно благоприятствовала такому манёвру.

## Атака ПЛ и гибель крейсеров

Схема атаки

Первым был атакован «Абукир». U-9 выпустила торпеду около 06.25. Она попала в левый борт крейсера, положение которого сразу же стало крайне тяжёлым. Корабль лишился энергии, принял много воды и его крен, несмотря на контрзатопление, достиг 20°. Вскоре стало ясно, что «Абукир» спасти не удастся и командир отдал приказ покинуть корабль. Однако из-за потери энергии не работали паровые лебёдки, предназначенные для спуска шлюпок, поэтому спустить удалось только одну шлюпку, большинству членов экипажа при покидании корабля пришлось прыгать за борт. Вначале командир посчитал, что крейсер подорвался на мине, поэтому ни на «Абукире», ни на двух других крейсерах не было принято никаких мер противолодочной обороны.

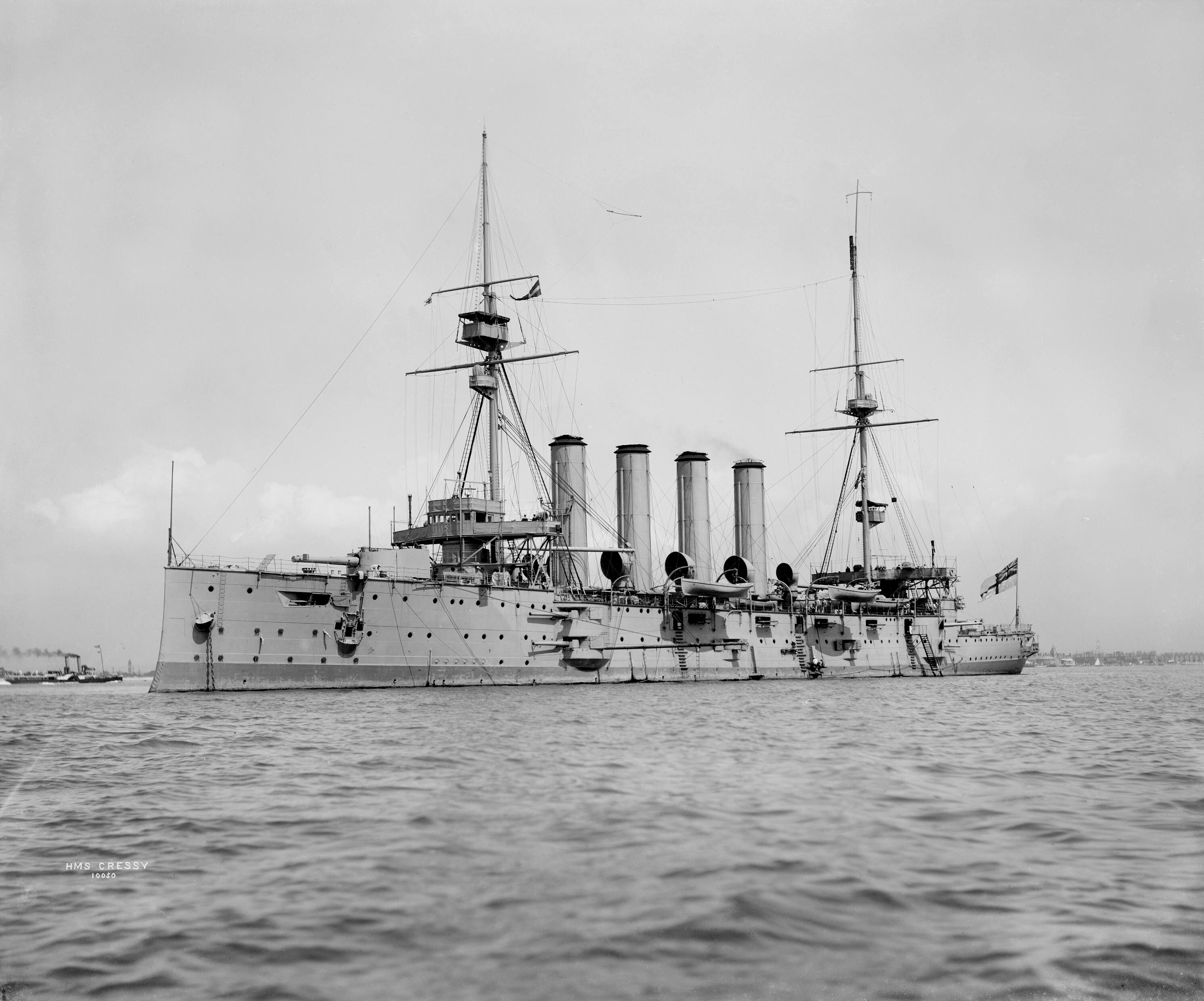
Крейсер «Кресси»

Тем не менее, командир «Абукира» быстро осознал свою ошибку, поняв, что его корабль стал жертвой атаки ПЛ, и поднял сигнал, которым запрещал другим кораблям подходить к тонувшему крейсеру. Но это было проигнорировано. В то время Адмиралтейством ещё не была издана инструкция, запрещавшая британским командирам приближаться к тонущим кораблям, если подозревалось присутствие подводной лодки, поэтому «Хог» сразу направился на помощь «Абукиру». Командир «Хога» предположил, что если его корабль будет находиться с другого борта «Абукира», то ПЛ не сможет его атаковать. Он приказал застопорить ход и спускать шлюпки для снятия команды гибнувшего крейсера. «Кресси» также застопорил ход.
Тем временем Веддиген обогнул тонувший «Абукир» и оказался в состоянии атаковать стоявший без хода «Хог» с самой близкой дистанции — менее 300 м. U-9 выпустила по нему торпеду, которая попала кораблю в район кормовых погребов боезапаса 234-мм орудий как раз в то время, когда шлюпки корабля возвращались обратно, полные людьми с «Абукира». На «Хоге» произошёл сильный взрыв, хотя экипаж корабля оказался в состоянии открыть огонь по U-9, которая, освободившись от груза торпед, временно показалась на поверхности, но затем снова погрузилась. «Хог» затонул очень быстро — он перевернулся уже через 10 минут после попадания Примерно в то же время (около 35 минут после взрыва первой торпеды) перевернулся и тонувший «Абукир». Он ещё около 5 минут держался на поверхности вверх дном, после чего затонул.

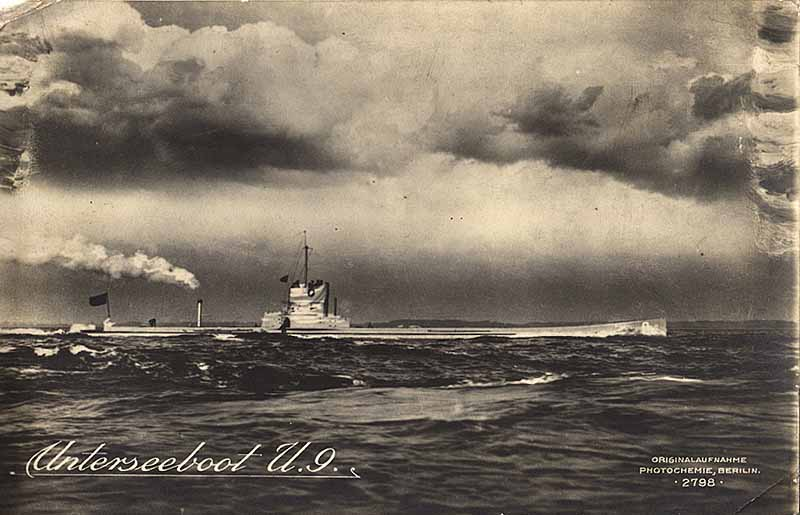
U-9 на довоенной открытке

Командир «Кресси» немедленно приказал дать ход. С его корабля на дистанции около 300 ярдов был замечен перископ ПЛ, по которому был открыт огонь, после чего лодка исчезла. Согласно написанному после боя отчёту командира «Хога» капитана первого ранга В. Николсона, артиллеристы «Кресси» посчитали, что добились попаданий и уничтожили лодку — личный состав корабля даже начал аплодировать. По свидетельствам, «Кресси» пытался таранить лодку, но безуспешно. Как следует из отчёта Николсона, англичане были убеждены, что подверглись атаке сразу нескольких ПЛ с разных направлений.
После потопления второго крейсера U-9, двигаясь на перископной глубине, начала занимать позицию для атаки оставшегося корабля. При этом Веддиген не выпускал цель из поля зрения, наблюдая в перископ. На «Кресси» снова заметили лодку на расстоянии 500—600 ярдов (англичане полагали, что это другая лодка, а не та, которая была ими обстреляна), после чего крейсер начал манёвр уклонения, но это не спасло британский корабль. В 07.20 немцы выпустили по нему две торпеды, из которых одна попала в правый борт корабля. Повреждение не было слишком сильным. Веддиген принял решение атаковать противника последней остававшейся на ПЛ торпедой. U-9, описав полукруг, обошла крейсер с другого борта и поразила его удачным попаданием. Через 15 минут «Кресси» пошёл ко дну. Весь бой, с момента выпуска первой торпеды с U-9 до гибели «Кресси», продолжался около часа.
Веддиген до конца наблюдал в перископ результаты своей атаки. Как он позже написал в отчёте, он знал, что все три британских корабля отправляли по радио сигнал о помощи. Ввиду неизбежного прибытия в район боя британских кораблей немецкий командир предпочёл покинуть это место и ушёл в базу.

## Спасение моряков с британских кораблей
Огромную роль в спасении выживших моряков с затонувших крейсеров сыграли прибывшие к месту боя голландские пароходы «Флора» и «Титан». Подобранные «Флорой» 286 моряков (из них 28 офицеров) были доставлены в Нидерланды и затем возвратились в Великобританию. Многих людей спасли подошедшие чуть позже два английских рыболовных судна. Значительное число моряков спасли шлюпки с «Хога», которые остались на воде после гибели своего корабля. Ко времени прибытия британских эсминцев (около 11.00 подошло соединение под командованием коммодора Р. Тэрвитта) спасение уцелевших моряков уже завершилось. Эсминцы приняли с «Титана» всех спасённых, за исключением раненых, которые не могли быть переправлены с борта на борт. Всего были подобраны 837 человек.

## Итоги и последствия
Скоротечная гибель трёх крупных боевых кораблей, которые оказались неспособны дать противнику хотя бы малейший отпор, буквально потрясла британское Адмиралтейство и вызвала крайне серьёзный негативный резонанс в общественном мнении Великобритании. Данный инцидент стал сильным ударом по престижу Королевского флота. Не только простым людям, но и многим офицерам флота казалось почти невероятным, что одна подводная лодка водоизмещением всего 500 тонн и с экипажем 28 чел. всего за час безнаказанно уничтожила три крейсера общим водоизмещением 36 тыс. т., причём погибли 1459 человек из их экипажей — почти столько же, сколько погибло английских моряков в Трафальгарском сражении.

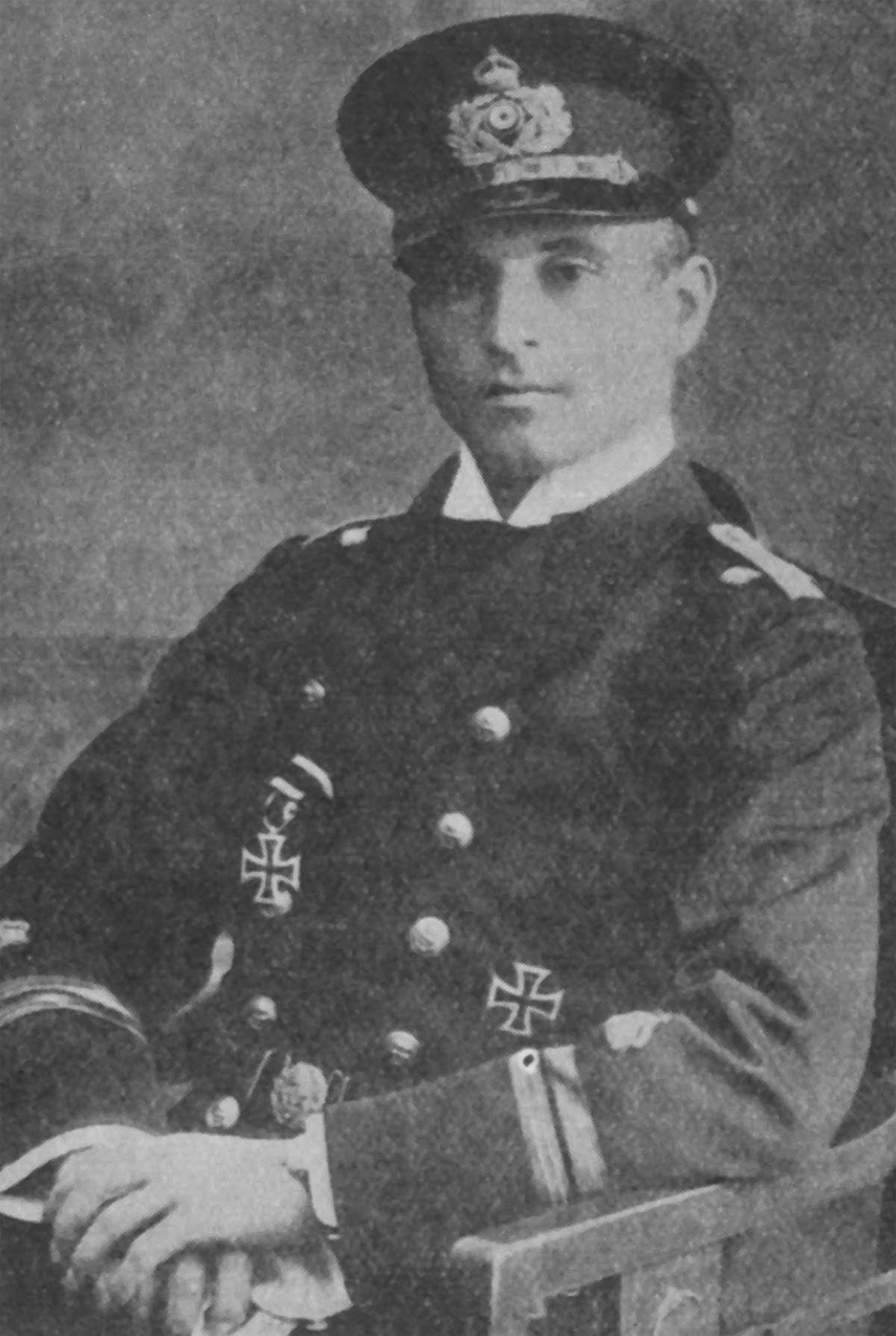
Командир U-9 капитан-лейтенант О. Веддиген

Судебное разбирательство по итогам этого несчастного для англичан боя привело к весьма неопределённым итогам. Виновными были признаны офицеры «соединения С»: погибший командир «Абукира» Дж. Драммонд был обвинён в том, что не использовал противолодочное зигзагирование и не вызвал вовремя на помощь эсминцы; командир «соединения С» был обвинён в халатности (в частности, в том, что отсутствовал на месте боя, уйдя в базу на борту «Юриалуса», и не позаботился о прикрытии эсминцами) — но дело ограничилось лишь объявлением порицания. Общее мнение было таково, что основная вина лежала на самом Адмиралтействе, которое продолжало направлять в дозор устаревшие корабли при несомненном и явном риске, но не издало инструкции на случай встречи с подводной лодкой. После этого боя военно-морским специалистам стала очевидна значительная роль подводных лодок в войне на море. Итоги боя 22 сентября существенно повлияли на дальнейшее развитие военно-морской тактики и, в частности, на противолодочную оборону.
Было также очевидно, что столь тяжёлых потерь удалось бы, скорее всего, избежать, если бы крейсера после первой атаки ПЛ немедленно покинули опасный район. Однако английские командиры предпочли оказывать помощь торпедированным кораблям, невзирая на риск новой атаки. Российские военно-морские специалисты также утверждают, что гибель крейсеров стала во многом следствием устаревшего менталитета британских командиров, который не соответствовал изменившимся условиям войны:
...эта крупная победа германских подводников объясняется исключительно неверной тактикой англичан, грубыми просчетами штабов и психологией человека XIX века... Офицеры королевского флота всегда встречают врага лицом к лицу. Они просто не могут допустить возможность подлого удара в спину, поэтому командиры потопленных английских крейсеров не приняли элементарных мер защиты от немецких торпед. Когда тонул торпедированный первым «Абукир», командиры «Хога» и «Кресси» должны были немедленно покинуть опасный район, но лорды Адмиралтейства не дали им соответствующих инструкций, а честь и законопослушность не позволили бросить попавших в беду товарищей. «Хог» и «Кресси» застопорили машины и принялись спасать тонущих матросов «Абукира». Тем самым они подставили себя под торпеды U-9.
Рапорт Веддигена также говорит о том, что поведение британских командиров было явно продиктовано стремлением спасти погибавших товарищей. Он подтверждает, что крейсеры не пытались уклониться от атаки несмотря на очевидную опасность.
Веддиген вернулся в базу в Киле днём 23 сентября, когда германская общественность уже знала о потоплении им трёх английских броненосных крейсеров. Командир U-9 стал национальным героем, удостоившись личной благодарности кайзера и получив железный крест первой и второй степеней. Все члены экипажа U-9 были награждены железным крестом второй степени. Веддиген погиб полгода спустя, будучи командиром ПЛ U-29, которая во время неудачной атаки попала под таранный удар британского линкора «Дредноут».

## Комментарии
1. ↑  Звание captain больше всего соответствует званию капитана первого ранга в ВМФ России, но это соответствие не является полным.